# KRZV Het Spaarne

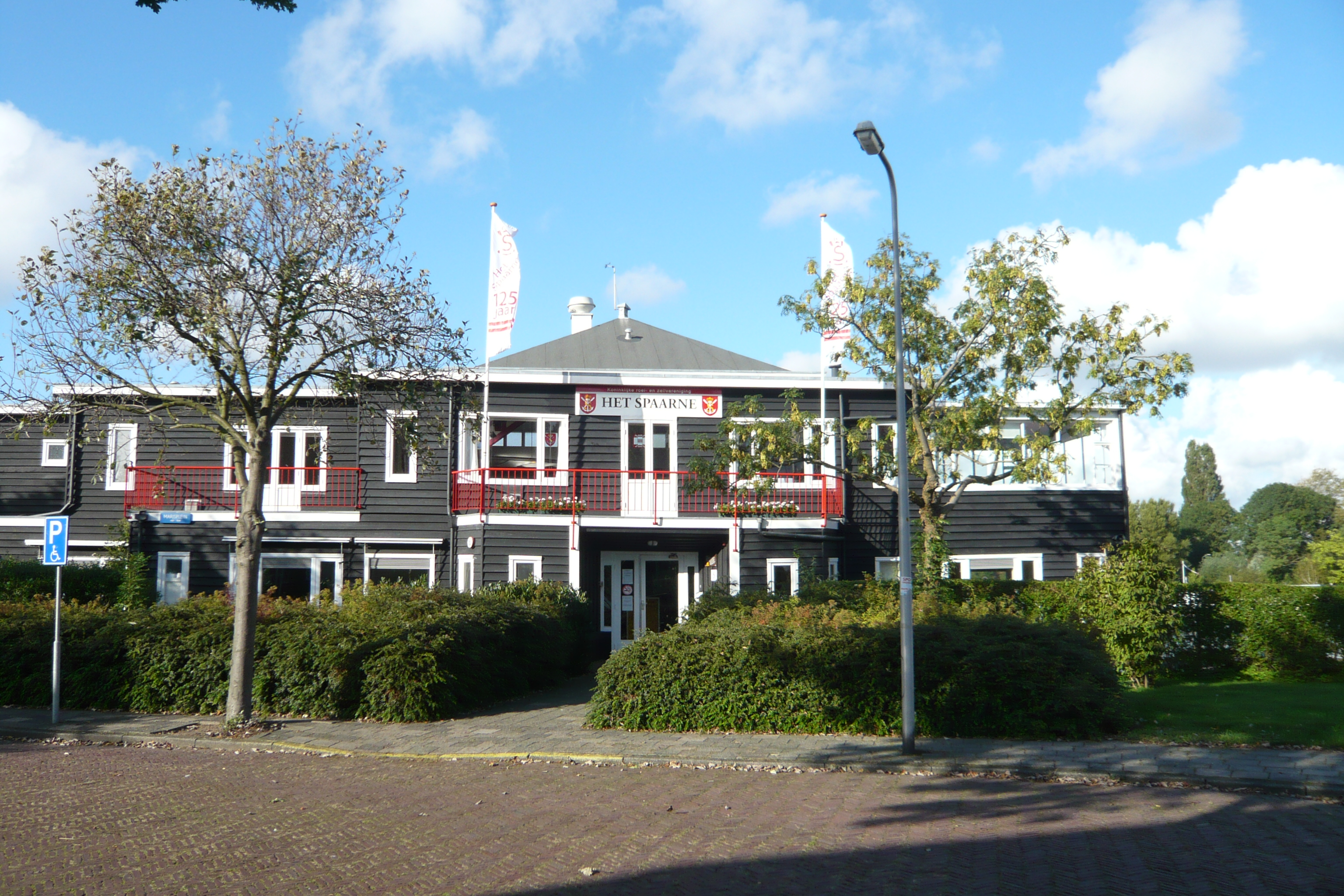
KRZV Het Spaarne

De Koninklijke Roei & Zeil Vereniging Het Spaarne (KR&ZV Het Spaarne), opgericht in 1885, is een burgerroeivereniging gevestigd sinds 1927 aan het Marisplein in Heemstede. De vereniging is genoemd naar het Spaarne, het water waar deze vereniging aan ligt.  De vereniging heeft ongeveer 1000 leden waarvan 125 jeugdleden. In de loods liggen 130 roeiboten in alle boottypen en gewichtsklassen en er zijn ergometers te gebruiken. Het Spaarne kent een aantal categorieën roeiers: wedstrijdroeiers, toer- of recreatieve roeiers en aangepast roeiers. De belangrijkste door Het Spaarne georganiseerde wedstrijd is de Spaarne LenteRace. De zeilafdeling is gevestigd op Schoteroog in Haarlem aan het water van de Mooie Nel. Deze afdeling heeft 11 zeilboten. De vereniging wordt gerund door leden-vrijwilligers onder het motto 'voor en door de leden'.

## Bekende (oud-)leden
- Ge Schous (WK 1975, 1976, 1977)
- Hans Povel (WK 1979, 1978, 1979)
- Sharona Ceha (WK 1979)
- Stephanie Ceha (WK 1982)
- Susan de Haan (WK 1982)
- Karin Hommers (WK 1986)
- Sven Schwarz (OS 1988, WK 1990, OS 1992, 1995)
- Wijnand Wildenborg (WK 1995)
- Jochem Verberne (WK 1995, OS 2000)
- Alwin Snijders (WK 1995)
- Anja Mourik (WK 1999)
- Ewout Brogt (WK 1999)
- Olivier Siegelaar (WK 2004)
- Kirsten van der Kolk (OS 2008)
- Roos de Jong (WK 2015, OS 2020, 2024)
- Bram Schwarz (WK 2015, 2017, OS 2020)
- Anthony Fokker, Godfried Bomans, Wubbo Ockels.